# 颱風莎拉 (1989年)
颱風莎拉 (英語：Typhoon Sarah, PAGASA：Openg）是1989年太平洋颱風季中的一個熱帶氣旋。

## 氣象歷史
颱風莎拉於硫磺島西南方海面形成後向西北西轉西南方向行進，在菲律賓呂宋島東北方海面打轉後，朝向北北西轉西北方向移動。於9月11日23時左右在台灣花蓮縣秀姑巒溪口登陸後減弱消失，由台東縣近海形成副低壓所取代，繼續向北行進，於13日凌晨掠過台灣東北角後，由馬祖北方進入中國福建省。

## 影響

### 台灣
全台灣均有災情，以花蓮縣災情最為嚴重。
除名。